# Dvoranski kup Hrvatske u hokeju 2007.
Dvoranski kup Hrvatske u hokeju za 2007. godinu.
Turnir za Kup Hrvatske se odigrao 16. prosinca 2007. u Svetom Ivanu Zelini.

## Rezultati

### Pretkolo
Jedinstvo 2 - Marathon 2 6:3 (2:2)

### Četvrtzavršnica
Trešnjevka - Jedinstvo 2 4:4 (2:2), sedmerci 3:1

Concordia - Zrinjevac 11:4 (7:1)

Zelina - Jedinstvo 6:6 (2:3), sedmerci 6:5

Mladost - Marathon 8:2 (3:1)

### Poluzavršnica
Mladost - Concordia 10:3 (7:0) 

Zelina - Trešnjevka 6:8 (4:3) 

### Završnica
Mladost - Trešnjevka 10:2 (6:1) 
Hrvatski pobjednik kupa za 2007. je zagrebačka Mladost.

## Vanjske poveznice
- Sportske.hr Kup Hrvatske u dvoranskom hokeju